# Halde Brockenscheidt

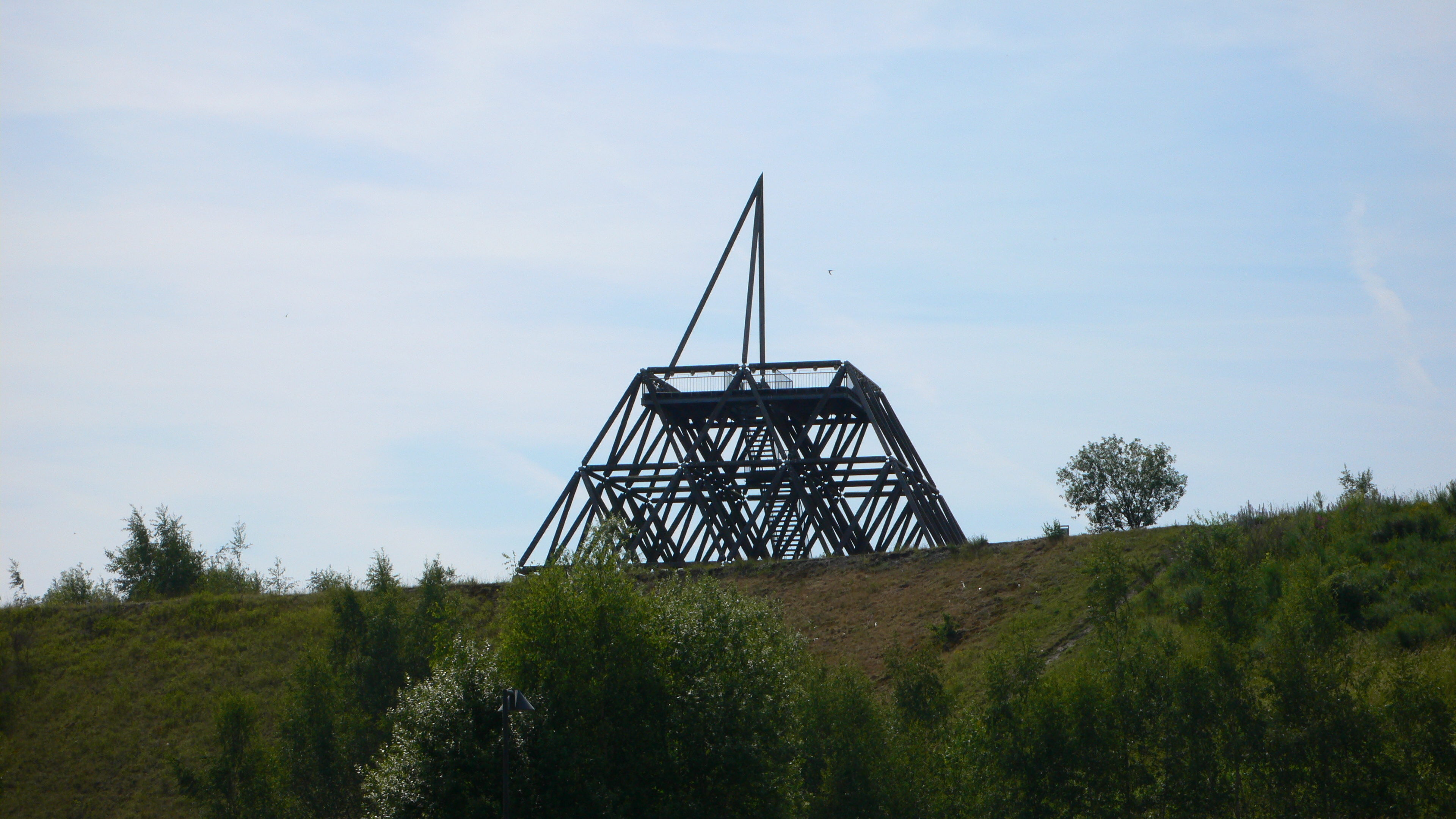
Neuer Teil der Halde mit Spurwerkturm

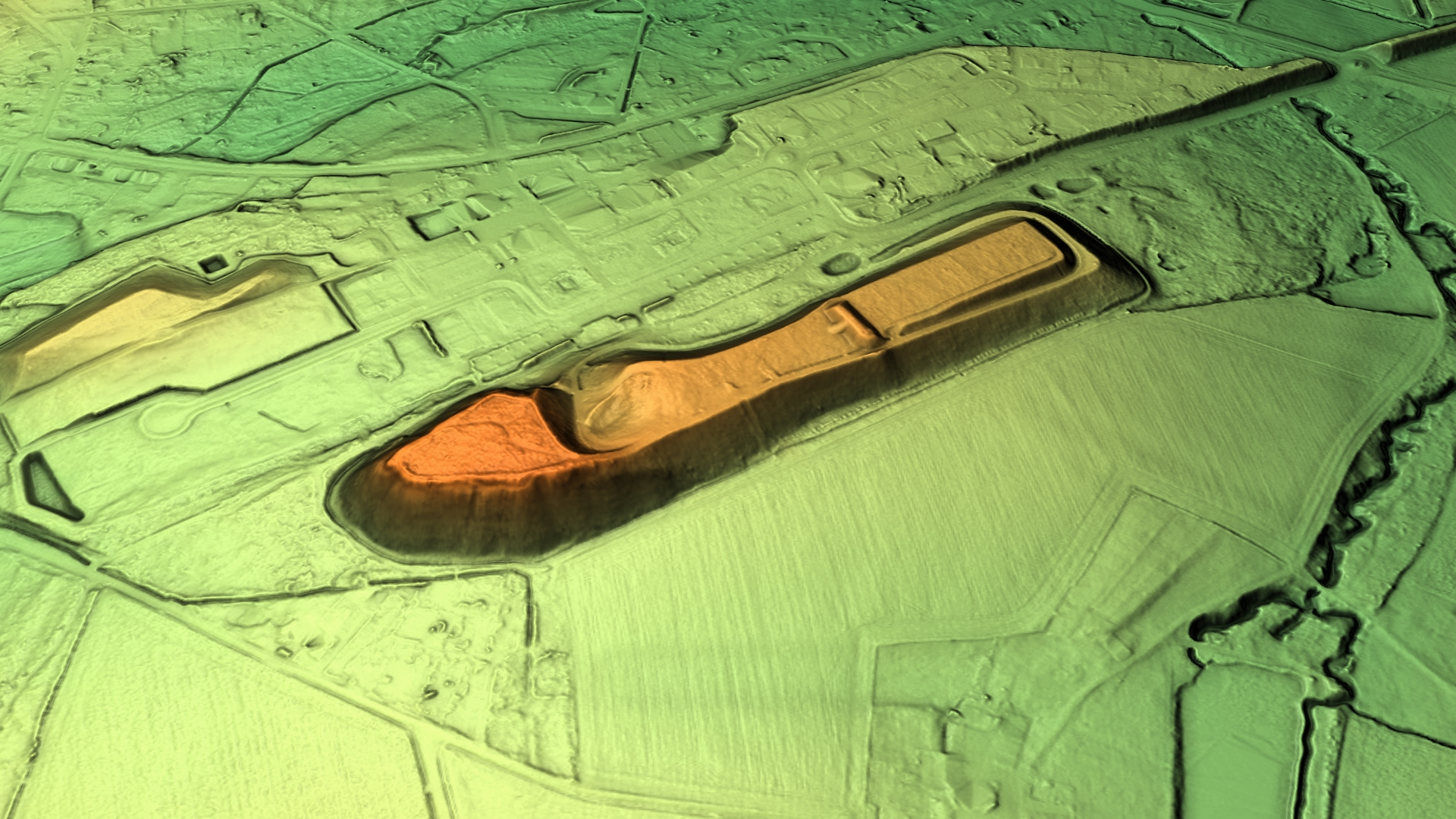
3D-Ansicht des digitalen Geländemodells

Die Halde Brockenscheidt  ist eine Bergehalde in Waltrop. Mit nur 15 Metern Höhe über Grund und 6,5 Hektar Fläche ist sie eine der kleinsten Halden im Ruhrgebiet.

## Geschichte
Die Zeche Waltrop wurde kurz nach 1900 auf der grünen Wiese errichtet. Während der ersten Nutzungsjahre wurde das Bergematerial zur Zwischenlagerung nahe der Zeche zunächst aufgeschüttet und dann als Versatz in die abgebauten Bereiche verbracht. Nach 1920, mit zunehmender Mechanisierung des Bergbaus im Ruhrgebiet, wuchsen die Fördermengen und damit auch die Mengen an taubem Gestein an, sodass daraus eine Bergehalde entstand.
1979 erfolgte die Stilllegung der Zeche Waltrop. Die Halde nutzte man aber bis 1985 weiterhin zur Aufschüttung, diesmal von den Bergwerken Minister Achenbach aus Lünen und Monopol aus Bergkamen. Dabei wurde der langgestreckte Tafelberg nach Süden hin fortgeführt.
Im älteren Bereich der Halde erfolgten traditionelle Anpflanzungen von Laubbäumen wie Birke, Bergahorn und Salweide. Im neueren Bereich wurden auf der Oberfläche verschiedene Substrate eingebracht und ausgesuchte heimische Unkrautmischungen und Gehölzanpflanzungen vorgenommen sowie Freiflächen zur Ansiedlung von Spontanvegetation gelassen. Der langfristig angelegte Feldversuch der Universitäten Duisburg-Essen und Bochum beobachtet die Ansiedlung von Fauna und Flora unter den Extrembedingungen einer Bergehalde.

## Spurwerkturm

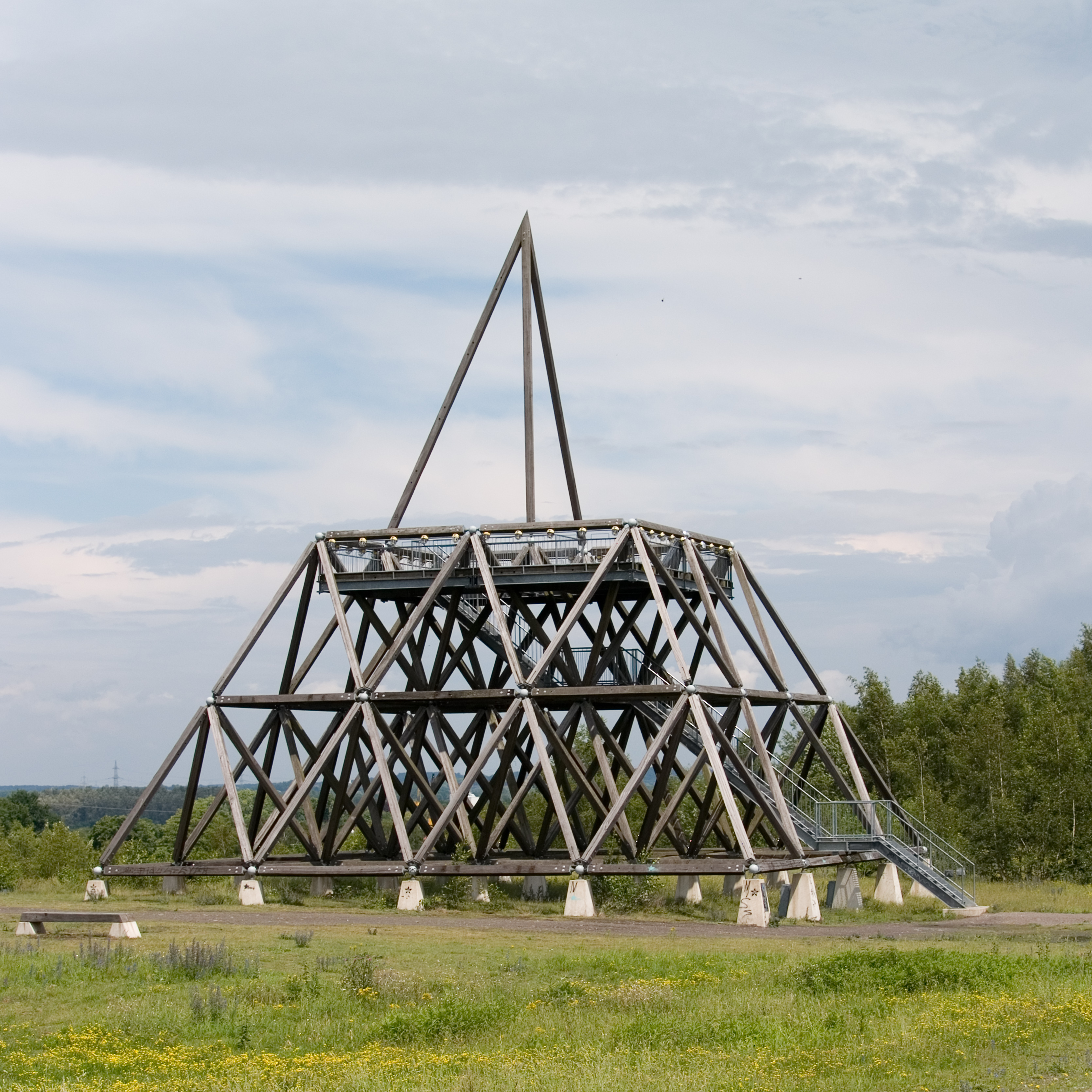
Spurwerkturm

Auf dem höchsten Punkt des Plateaus befindet sich seit 2000 der „Spurwerkturm“. Der Künstler Jan Bormann aus Castrop-Rauxel errichtete den Turm aus 1000 Metern gebrauchter Spurlatten. Das Holzgitterbauwerk in Form eines Pyramidenstumpfes verfügt in 12 Metern Höhe über eine Aussichtsplattform, deren Rand abends mit Strebleuchten illuminiert wird. Drei Latten als Aufbau deuten die Spitze der vollständigen Pyramidenform an. Insgesamt ist der Turm 20 Meter hoch, die Grundfläche beträgt 25 mal 25 Meter. Er bietet einen guten Ausblick auf die frühere Zeche Waltrop, das Colani-Ei in Lünen-Brambauer und weite Teile des östlichen Ruhrgebiets. Der Spurwerkturm ist seit September 2020 wegen Baufälligkeit für die Öffentlichkeit gesperrt. Eine Sanierung der partiell morschen Holzkonstruktion ist vorgesehen, aber noch nicht umgesetzt worden.

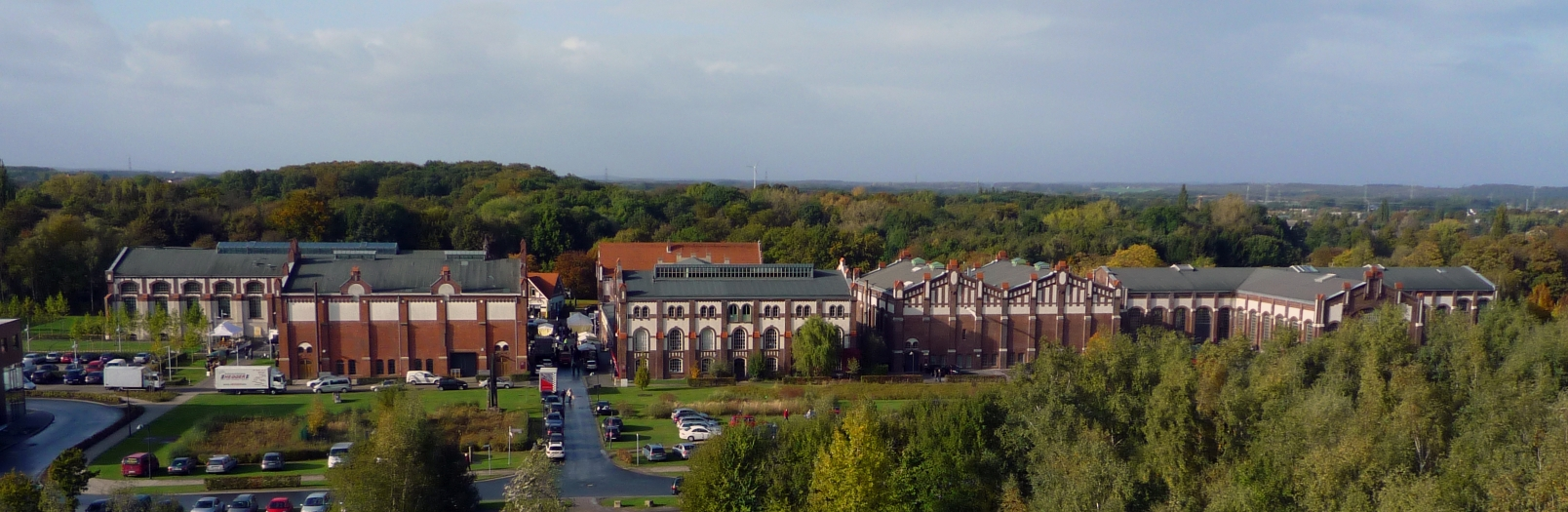
Ausblick auf das Zechengelände …
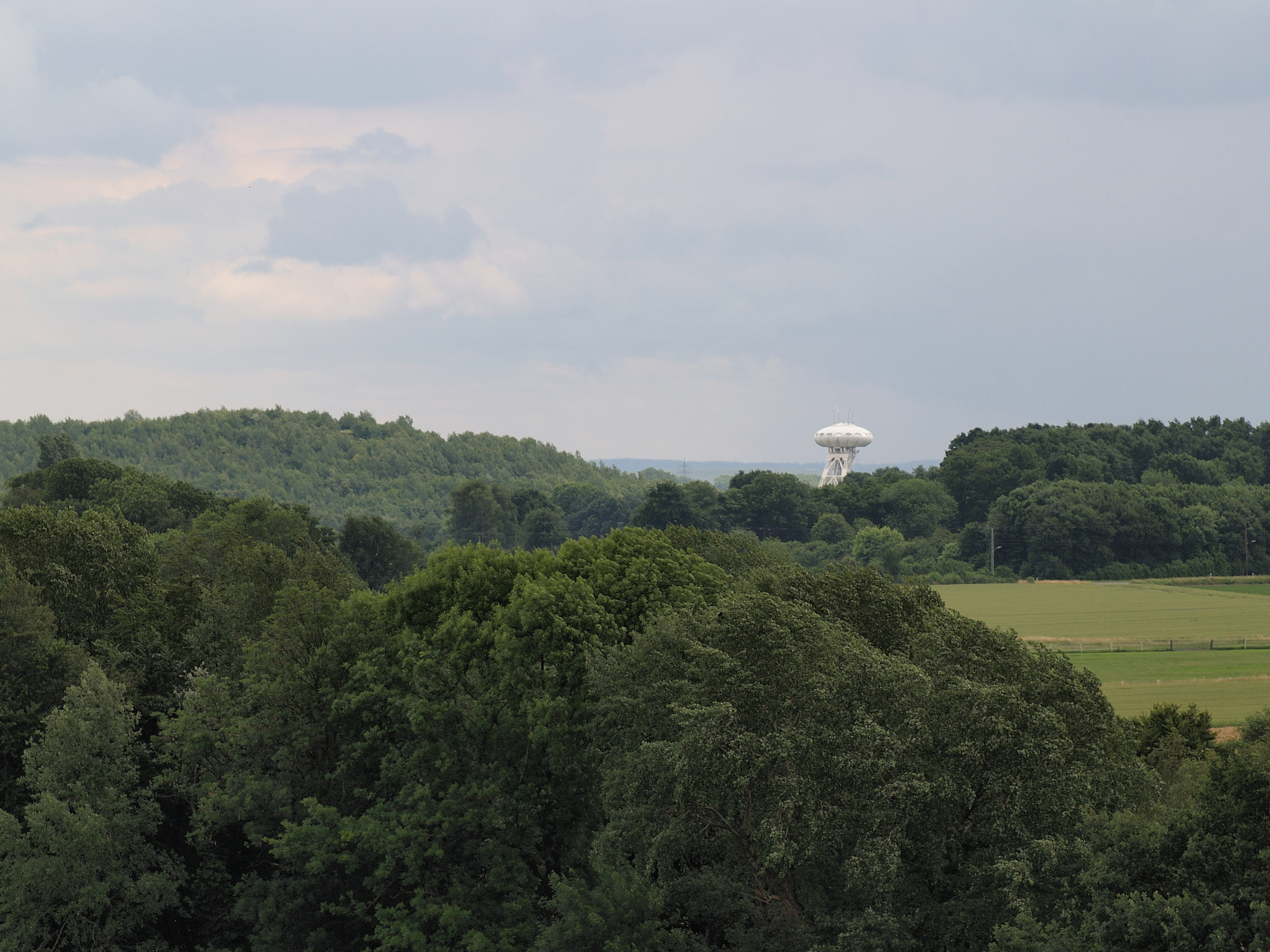
… und das Colani-Ei von Minister Achenbach

Auf der Nordseite zielt eine Straßenachse direkt auf den Turm, auf der Südseite führt eine Treppe, erstellt aus auf dem Gelände vorgefundenen Schienen, bis zum Haldentop.

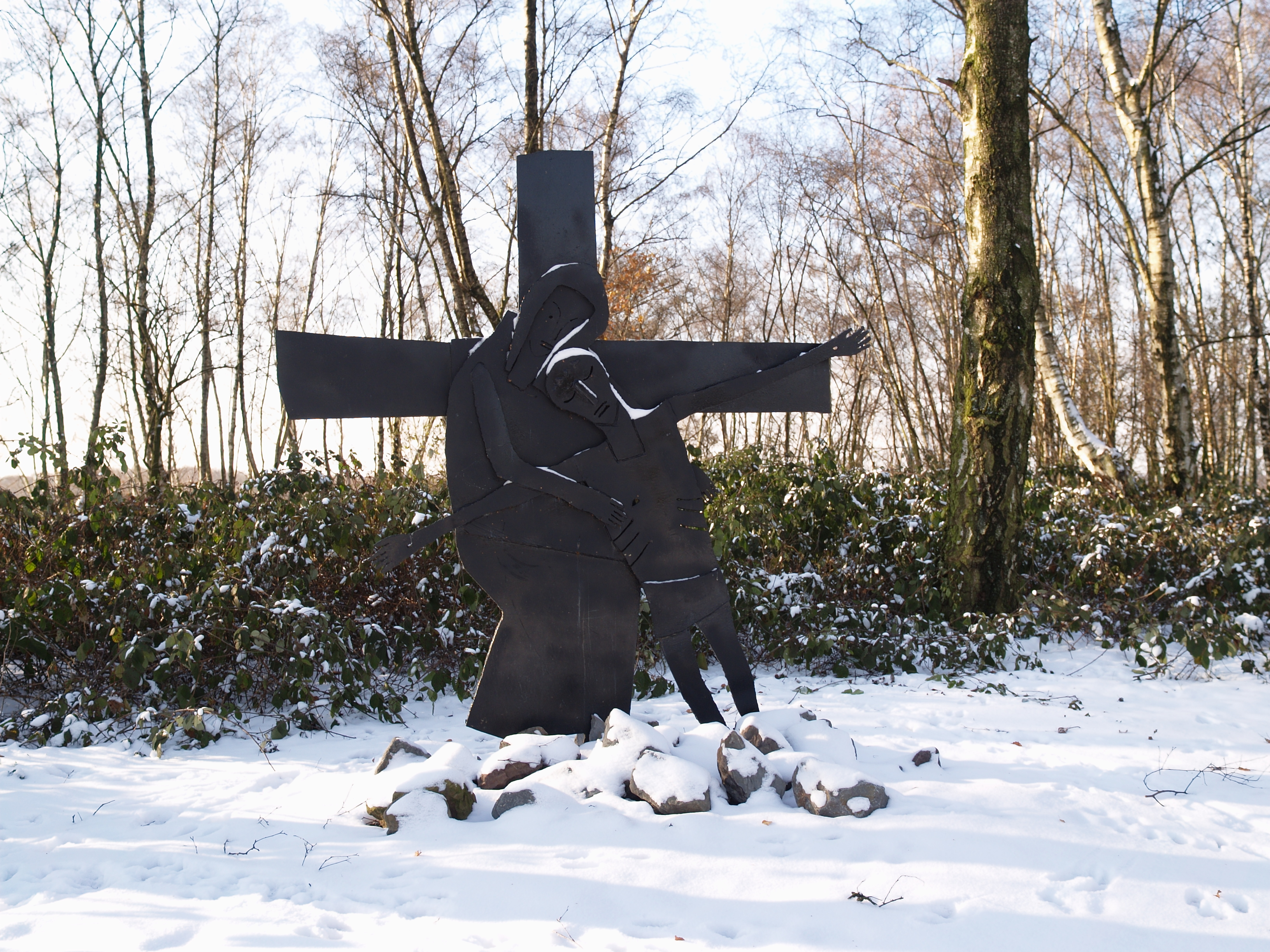
Kreuzwegstation

## Kreuzweg
Seit 2007 führt der Kreuzweg des Waltroper Künstlers Paul Reding auf den alten Teil der Halde. Er wurde aufgestellt durch die Katholische Arbeitnehmer-Bewegung St. Marien Waltrop. An sieben Stationen stehen aus Stahl geschnittene, mannshohe Figuren, die verschiedene Situationen aus dem Kreuzweg Jesu darstellen.